# Білоусівка (Сумський район)
Білоу́сівка —  село в Україні, у Степанівській селищній громаді Сумського району Сумської області. Населення становить 22 осіб. До 2017 орган місцевого самоврядування — Підліснівська сільська рада.

## Населення

### Мова
Розподіл населення за рідною мовою за даними :
| Мова       | Кількість | Відсоток |
| ---------- | --------- | -------- |
| українська | 20        | 90.91%   |
| російська  | 2         | 9.09%    |
| Усього     | 22        | 100%     |

## Географія
Село Білоусівка знаходиться на лівому березі річки Гуска, яка через 1 км впадає в річку Сумка, вище за течією на відстані 1 км розташоване село Підліснівка, на протилежному березі річки Сумка - селище Степанівка. Поруч проходить автомобільна дорога Р61.

## Історія
12 червня 2020 року, відповідно до розпорядження Кабінету Міністрів України № 723-р «Про визначення адміністративних центрів та затвердження територій територіальних громад Сумської області», село увійшло до складу Степанівської селищної громади.
19 липня 2020 року, в результаті адміністративно-територіальної реформи та ліквідації Сумського району(1923—2020), увійшло до складу новоутвореного Сумського району.